# Трансформер (модель машинного обучения)
Трансфо́рмер (англ. Transformer) — архитектура глубоких нейронных сетей, представленная в 2017 году исследователями из Google Brain.
По аналогии с рекуррентными нейронными сетями (РНС) трансформеры предназначены для обработки последовательностей, таких как текст на естественном языке, и решения таких задач как машинный перевод и автоматическое реферирование. В отличие от РНС, трансформеры не требуют обработки последовательностей по порядку. Например, если входные данные — это текст, то трансформеру не требуется обрабатывать конец текста после обработки его начала. Благодаря этому трансформеры распараллеливаются легче чем РНС и могут быть быстрее обучены.

## Архитектура сети
Архитектура трансформера состоит из кодировщика и декодировщика. Кодировщик получает на вход векторизованую последовательность с позиционной информацией. Декодировщик получает на вход часть этой последовательности и выход кодировщика. Кодировщик и декодировщик состоят из слоев. Слои кодировщика последовательно передают результат следующему слою в качестве его входа. Слои декодировщика последовательно передают результат следующему слою вместе с результатом кодировщика в качестве его входа.
Каждый кодировщик состоит из механизма самовнимания (вход из предыдущего слоя) и нейронной сети с прямой связью (вход из механизма самовнимания). Каждый декодировщик состоит из механизма самовнимания (вход из предыдущего слоя), механизма внимания к результатам кодирования (вход из механизма самовнимания и кодировщика) и нейронной сети с прямой связью (вход из механизма внимания).

Трансформер
Кодирующий слой
Декодирующий слой

## Внимание на основе скалярного произведения
Каждый механизм внимания параметризован матрицами весов запросов {\displaystyle W_{Q}}, весов ключей {\displaystyle W_{K}}, весов значений {\displaystyle W_{V}}. Для вычисления внимания входного вектора {\displaystyle X} к вектору {\displaystyle Y}, вычисляются вектора {\displaystyle Q=W_{Q}X}, {\displaystyle K=W_{K}X}, {\displaystyle V=W_{V}Y}. Эти вектора используются для вычисления результата внимания по формуле:
{\displaystyle {\text{Attention}}(Q,K,V)={\text{softmax}}\left({\frac {QK^{\mathrm {T} }}{\sqrt {d_{k}}}}\right)V}

## Использование
Трансформеры используются в Яндекс.Переводчике, Яндекс.Новостях, Google Переводчике.
На основе архитектурной модели трансформер была создана модель только с декодировщиком (Decoder-only model), из которой, в результате пред-обучения на больших объемах языковых данных создана серия моделей генеративных предобученных трансформеров, известных как GPT. В частности, на основе GPT версии 3.5, модифицированной с использованием усиления модели GPT способности следовать предложенных пользователем командам (модель InstructGPT) был создан специальный генеративный ИИ чатбот (Generative AI chatbot) ChatGPT.